# Earl Van Dorn
Earl Van Dorn (Port Gibson (Mississippi), 17 september 1820 - Spring Hill (Tennessee), 7 mei 1863) was beroepsmilitair en generaal in het Zuidelijke leger tijdens de Amerikaanse Burgeroorlog. 

## Vroege jaren en het begin van zijn militaire loopbaan
Van Dorn werd geboren in Port Gibson in Claiborne County, Mississippi op 17 september 1820. Hij was de zoon van Peter Aaron Van Dorn, een advocaat uit New Jersey, en Sophia Donelson Caffery die een nicht was van Andrew Jackson. Het echtpaar had nog acht andere kinderen waaronder Emily Van Dorn Miller en Octavia Van Dorn. De zoon van Octavia was Clement Sulivane die in de Amerikaanse Burgeroorlog werkzaam was in de staf van zijn oom Earl Van Dorn.
Dankzij de steun van Andrew Jackson werd Van Dorn in 1838 toegelaten tot de  United States Military Academy in West Point. Hij studeerde af in 1842 als 52ste in een klas van 68 kadetten. Deze lage rangschikking had hij voornamelijk te danken aan de 163 aanmerkingen op zijn staat van dienst voor het gebruik van tabak, het uiten van profane woorden en het vergeten te salueren. Hij kreeg een aanstelling als gebrevetteerd tweede luitenant in de 7th U.S. Infantry Regiment. Zijn regiment werd naar de Zuidelijke Verenigde Staten gestuurd.
In december 1843 huwde hij met Caroline Godbold, een telg uit een vooraanstaande familie van plantagehouders. Samen zouden ze twee kinderen krijgen: Earl Van Dorn Jr. (1855-?) en Olivia (1852-1878).
Het 7th U.S. Infantry Regiment en Van Dorn hadden in 1842-43 garnizoensdienst in Fort Pike in Louisiana en werden in 1843 voor een korte tijd naar Fort Morgan in Alabama gestuurd. Daarna was hij in 1843 en 1844 in het Mount Vernon Arsenaal gestationeerd om in 1844 en 1845 dienst te doen in Pensacola in Florida. Hij werd op 30 november 1844 bevorderd tot tweede luitenant.

### De Mexicaans-Amerikaanse oorlog
Van Dorn en het 7th U.S. Infantry maakten deel uit van de bezettingsmacht in Texas in 1845 en 1846. Tijdens de eerste weken van de Mexicaans-Amerikaanse Oorlog was het regiment in Fort Texas gestationeerd, die de toegangspoort vormde tot de nieuwe Amerikaanse staat.
Van Dorn zag voor het eerst actie tijdens de Slag bij Monterrey tussen 21 en 23 september 1846 en nam deel aan het Beleg van Vera Cruz tussen 9 en 29 maart 1847. Hij werd gedetacheerd naar generaal Winfield Scott en tot eerste luitenant bevorderd op 3 maart 1847. Zijn moed en inzet werd beloond met twee commissies te velde. Op 18 april kreeg hij de rang van gebrevetteerd kapitein na de Slag bij Cerro Gordo en op 20 augustus werd hij bevorderd tot gebrevetteerd majoor na de veldslagen bij Contreras en Churubusco. Op 3 september raakte hij gewond aan zijn voet bij Mexico-Stad  en tien dagen later nogmaals bij de bestorming van de Belénpoort.

### Garnizoenen en andere opdrachten

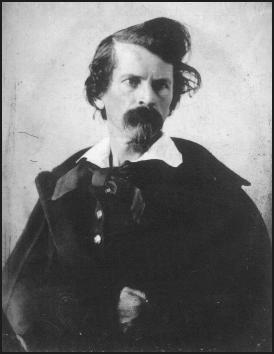
De jonge Van Dorn

Na de oorlog diende Van Dorn tussen 3 april 1847 en 20 mei 1848 als aide-de-camp bij generaal-majoor Persifor Frazer Smith. Tussen 1848 en 1849 werden hij en zijn regiment naar Baton Rouge in Louisiana gestuurd en in de tweede helft van 1849 deden ze dienst in de Jefferson Barracks in Lemay, Missouri. Zijn regiment werd in 1849 en 1850 ingezet in Florida tegen de Seminole. Tussen 1850 en 1851 diende Van Dorn bij de rekruteringsdienst van het leger.
Tussen 1852 en 1855 werkte Van Dorn als secretaris en penningmeester in een militair ziekenhuis in Pascagoula, Mississippi. Hij zou opnieuw kort in een rekruteringsbureau werken in New Orleans, Louisiana om daarna terug te keren naar de Jefferon Barracks in Missouri.  Op 3 maart 1855 werd hij bevorderd tot kapitein in het 2nd Cavalry.
Samen met zijn nieuw regiment voerde hij tussen 1855 en 1856 garnizoensdienst uit in Fort Belknap en kamp Cooper in Texas. Tijdens een routine verkenningsopdracht was er op 1 juli 1856 een kleine schermutseling met de Comanche. Daarna deed hij Dienst in kamp Colorado tussen 1856 en 1858. Eind 1858 belandde hij in Fort Chadbourne in Coke County, Texas.

### Strijd tegen de Comanche
Van Dorns regiment werd regelmatig ingezet tegen de inheemse Amerikanen. Hij voerde een offensief uit tegen de Comanche die Amerikaanse kolonisten hadden aangevallen. Hij raakte vier keer gewond in de harde strijd. Tijdens de Slag bij Wichita Village  op 1 oktober 1858 werd hij door pijlen geraakt in zijn linkerarm en rechterzij waardoor zijn longen geraakt werden. Volgens de behandelende arts was hij ten dode opgeschreven, maar na 5 weken zat hij opnieuw op zijn paard. In de lente van 1859 voerde hij zes compagniën cavalerie aan in een nieuwe aanval op de Comanche. Zijn strijdmacht werd verstrekt met een compagnie verkenners die hij had gerekruteerd uit het lokale inheemse Amerikanen. Hij kon het kamp van het stamhoofd Buffalo Hump lokaliseren en versloeg de Comanche op 13 mei 1859. Er werden 49 personen gedood en nam 32 vrouwen gevangen. In 1859 en 1860 diende hij in Fort Mason in Texas. Hij werd op 28 juni 1860 bevorderd tot majoor..

## De Amerikaanse Burgeroorlog

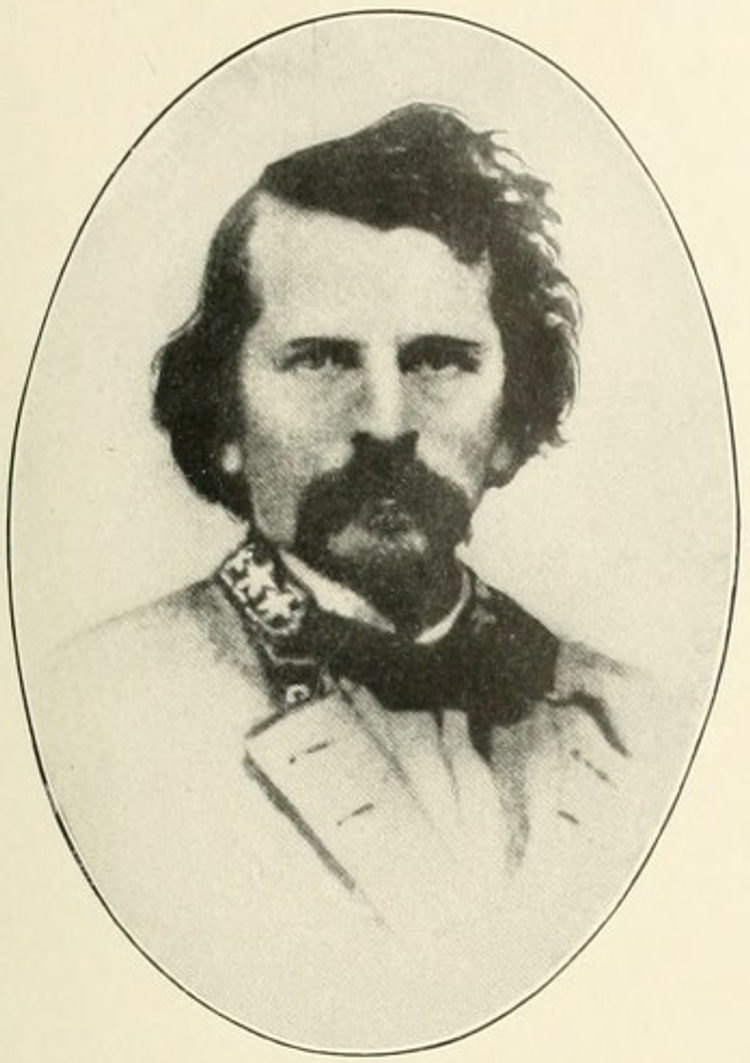
Generaal Van Dorn in het uniform van het Confederate States Army

Strijdvlag van Van Dorn

Van Dorn was geen groot voorstander van een oorlog tussen het Zuiden en het Noorden. Hij hoopte op een vreedzame oplossing zonder bloedvergieten. Toen het conflict escaleerde gaf Van Dorn zijn ontslag uit het U.S. Army. Dit werd op 31 januari 1861 goedgekeurd. Hij kreeg een benoeming als brigadegeneraal in de Mississippi Militia op 23 januari. In februari verving hij  Jefferson Davis als general-majoor en bevelhebber van de Mississippi militie toen Davis verkozen werd als president van de Geconfedereerde Staten van Amerika.
Op 16 maart 1861 nam hij ontslag uit de militie en nam als kolonel van de infanterie dienst in het Confederate States Army. Hij werd naar het nieuwe Departement of Texas gestuurd om een brigade van vrijwilligers te rekruteren. Op 11 april werd hij aangesteld als bevelhebber van alle Zuidelijke eenheden in Texas en kreeg hij de opdracht om alle U.S. eenheden te arresteren die zich niet wilden aansluiten bij het Zuiden.

### Van Dorn als piraat
Van Dorn vertrok op 14 april 1861 vanuit New Orleans naar Galveston, Texas. In de haven van Galveston namen hij en zijn manschappen drie Noordelijke schepen in beslag. Hij nam het bevel over de schepen over, maar liet de Noordelijke soldaten verder ongemoeid. Op 17 april verklaarde president Abraham Lincoln dat Van Dorn, volgens de wet op het in beslag nemen van Noordelijke goederen en schepen door Zuidelijke agenten, een piraat was. Na de inbeslagname van de schepen trok Van Dorn naar Indianola om de laatste soldaten van het U.S. Army in Texas tot overgave te dwingen. De overgave werd getekend op 23 april. In Indianola probeerde Van Dorn de gevangen genomen Noordelijke soldaten te rekruteren voor de Zuidelijke zaak, maar zonder succes.

### Bevelhebber van een divisie in het Confederate Army of the Potomac

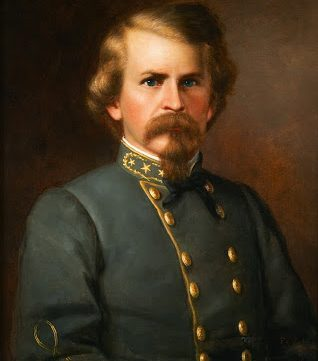
Earl Van Dorn (ingekleurd)

Van Dorn werd terug geroepen naar Richmond, Virginia. Hij werd op 25 april benoemd tot kolonel van het 1st C.S. Regular Cavalry waardoor hij de leiding kreeg over alle calaverie-eenheden in Virginia. Enkele maanden later, op 5 juni, werd hij bevorderd tot brigadegeneraal en op 19 september tot generaal-majoor. Vijf dagen later kreeg hij de leiding over een divisie in het Army of the Potomac toevertrouwd. Hij zou de 1st Division leidden tot 10 januari 1862.
Het was in deze periode dat president Davis een nieuwe bevelhebber zocht voor het pas opgericht Trans-Mississippi District. Hij had een sterke generaal nodig die de twee rivalen Sterling Price en Benjamin McCulloch onder de knoet kon houden en om een goedgetraind en strijdvaardig leger uit te bouwen. Henry Heth en Braxton Bragg hadden vriendelijk geweigerd om deze taak op hun te nemen. Davis koos voor Earl Van Dorn.Van Dorn trok naar het westen en begon op 19 januari 1862 de twee strijdmachten samen te voegen. Hij installeerde zijn hoofdkwartier in Pocahontas, Arkansas op 29 januari.

### Pea Ridge

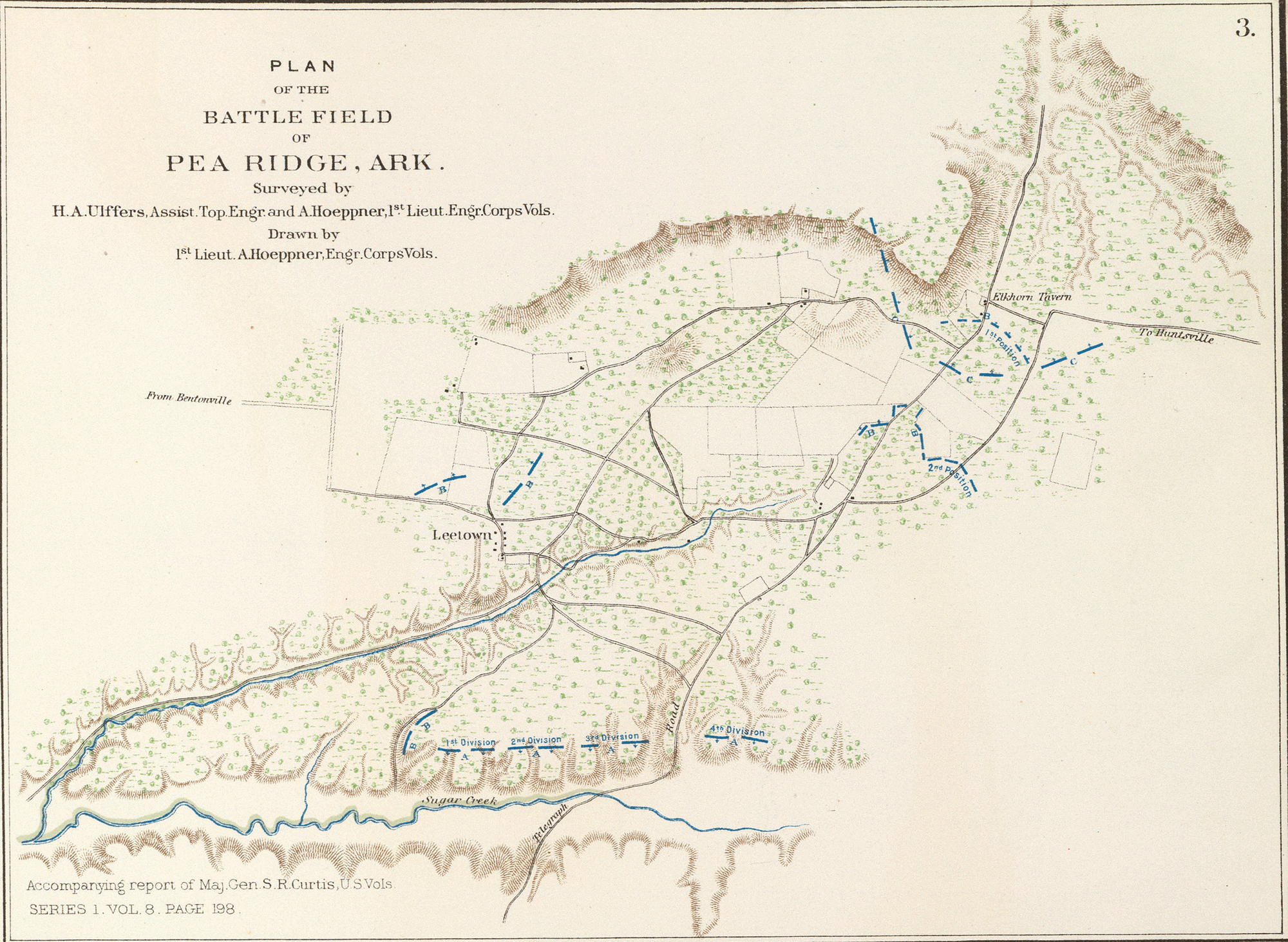
Overzichtskaart van de Slag bij Pea Ridge

Begin 1862 hadden Noordelijke eenheden vrijwel volledig Missouri in handen gekregen. Toen Van Dorn het bevel van het departement op zich nam had hij het Army of the West ter beschikking. Het leger telde 17.000 soldaten en 60 kanonnen. Met dit leger wou hij de Noordelijke eenheden vernietigen, Missouri binnenvallen en de hoofdstad Saint Louis veroveren. Hij trok zijn leger samen bij Boston Mountains op 3 maart en vertrokken de volgende dag in noordelijke richting.
In de lente van 1862 rukte de Noordelijke brigadegeneraal Samuel R. Curtis verder op in Arkansas en achtervolgde de Zuidelijken met zijn 10.500 man sterke Army of the Southwest. Hij trok door Benton County langs de Sugar Creek. De Noordelijken vonden een ideale locatie langs de noordelijke oever om een sterke defensieve positie in te nemen. Ze verwachtten een Zuidelijke tegenaanval. Van Dorn wou de Noordelijke stellingen niet frontaal aanvallen. Hij splitste zijn leger in twee en stuurde Price en McCulloch langs de Noordelijke stellingen om in de vijandelijke achterhoede opnieuw samen te komen. Van Dorn liet zijn bagagetrein achter om de bewegingssnelheid te vergroten. Dit zou van cruciaal belang blijken.
Verschillende factoren zorgden ervoor dat Van Dorns plan vertraging opliep. De Zuidelijken waren moe en hongerig. Ze hadden niet altijd de juiste uitrusting. Sommigen hadden zelfs geen schoenen. Er lagen ook veel obstakels op de weg waardoor de opmars vertraagd werd. Vooral McCulloch had veel vertraging opgelopen. Dankzij goede informatie kon Curtis op 6 maart een deel van zijn leger herpositioneren zodat het Noordelijke leger tussen de twee Zuidelijke vleugels gemanoeuvreerd kon worden. De Slag bij Pea Ridge was een van de weinige veldslagen waarbij de Zuidelijken numeriek sterken stonden.
Van Dorn raakte meer en meer gefrustreerd terwijl hij wachtte op McCulloch. Uiteindelijk nam hij de beslissing om op 7 maart de aanval te openen met de eenheden die hij ter beschikking had. Rond 9 uur in de ochtend gaf Van Dorn het bevel aan Price om de Noordelijke linies bij Elkhorn Tavern aan te vallen. Price raakte gewond, maar toch slaagden de Zuidelijken erin om de Noordelijken tegen de avond terug te dringen. De communicatielijnen van Curtis waren doorgeknipt. Ondertussen had Van Dorn een koerier naar McCulloch gestuurd om hem langs een andere route te laten oprukken en hun opmars te versnellen. Toen McCulloch op de Noordelijke linies botste werden hij en brigadegeneraal James McIntosch al snel gedood waardoor er geen bevelhebber meer overbleef om de aanval te sturen.
Toen Van Dorn op de hoogte gebracht werd over de moeilijkheden met zijn rechtervleugel, stuurde hij een dringende boodschap naar Price om de aanval met alle hevigheid door te zetten. In de late avond en nacht vonden Price en de restanten van McCullochs vleugel aansluiting bij elkaar. Terwijl zijn bagagetrein met munitie en voorraden zich nog altijd 24 km verderop bevond en het Noordelijke leger tussen zijn twee vleugels zat ingeklemd, dacht Van Dorn na over zijn volgende zet.
Toen het dag werd op de ochtend van 8 maart zag Van Dorn dat Curtis betere stellingen had ingenomen. Van Dorn stelde zijn manschappen op in een defensieve linie voor Pea Ridge Mountain. Hij opende met zijn artillerie het vuur om in te schatten wat de vijand zou doen. De Noordelijken schoten terug en schakelden verschillende van de Zuidelijke kanonnen uit. De Noordelijken zetten de tegenaanval in. De uitgeputte Zuidelijke soldaten zetten het op een lopen. Van Dorn trok zijn leger in zuidelijke richting terug. Zijn soldaten overleefden op wat ze vonden op de terugweg. Na een week vonden ze ten zuiden van de Boston Mountains aansluiting met de bagagetrein. Over het slachtoffers bestaat er geen eensgezindheid. De meeste historici houden het op 1.000 tot 1.200 Noordelijke en ongeveer 2.000 Zuidelijke slachtoffers.
Van Dorn zelf meldde andere verliescijfers. Hij stelde dat de Noordelijken 800 gesneuvelden, 1.000 tot 1.200 gewonden en 300 krijgsgevangen verloren hadden en zijn leger 8.000 tot 1.000 doden en gewonden en 200 tot 300 vermisten telde.
Door de Zuidelijke nederlaag verkregen de Noordelijken de volledige controle over Missouri. Van Dorns leger werd over de Mississippi ter versterking naar het Army of Mississippi gestuurd. Door het vertrek van Van Dorns leger waren er in Arkansas vrijwel geen Zuidelijke troepen meer te vinden. Ondanks de nederlaag werden Van Dorn en zijn soldaten op 21 april geprezen voor hun moed en inzet in het Zuidelijke congres.

### Beleg van Corinth
Na Pea Ridge kreeg Van Dorn het bevel om aansluiting te vinden bij het Army of Mississippi onder leiding van generaal Albert Sidney Johnston bij Corinth (Mississippi). Van Dorns soldaten marcheerde doorheen Arkansas en staken de Mississippi over maar waren niet op tijd om Johnstons leger te versterken voor de Slag bij Shiloh plaatsvond. Johnston sneuvelde tijdens deze slag.
Van Dorns leger arriveerde in het midden van april en werden in het Army of Mississippi, nu onder leiding van generaal P.G.T. Beauregard, geïntegreerd. Ze vormden de rechtervleugel van de Zuidelijke stellingen tijdens het Beleg van Corinth.

### Tweede slag bij Corinth

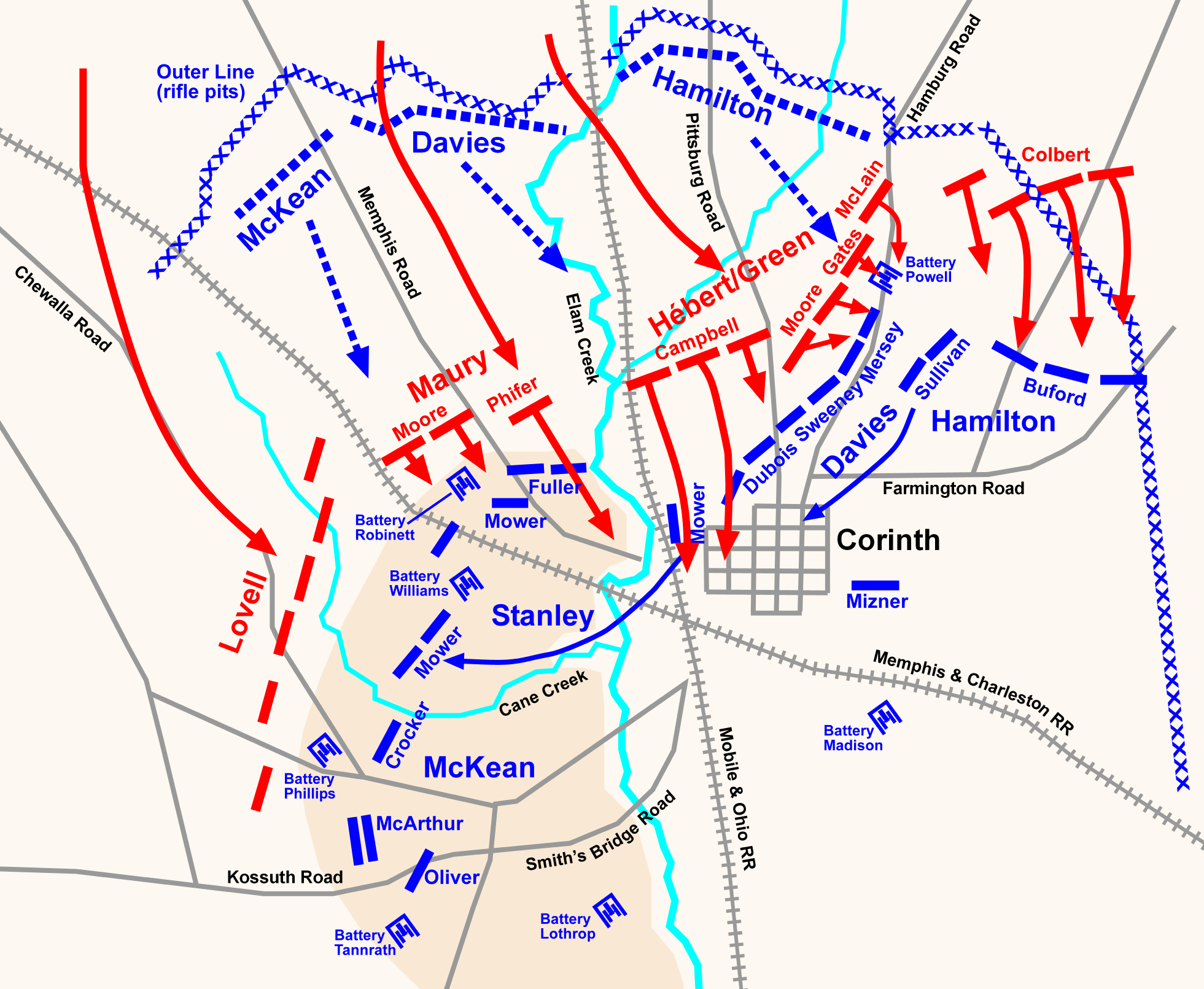
Tweede Slag bij Corinth, bewegingen op 3 en 4 oktober 1862

De tweede slag bij Corinth zou dankzij of ondanks de beslissingen van Van Dorn eindigen in een Noordelijke overwinning. Zoals bij Pea Ridge nam Van Dorn in de eerste dagen van de veldslag, op 1 en 2 oktober 1862, tactisch de juiste beslissingen. Hij vond aansluiting bij de eenheden van Sterling Price en stelde zijn nu 22.000 soldaten tellende strijdmacht defensief op. Wat Van Dorn echter naliet was een degelijke verkenning van de Noordelijke stellingen. Toen de Zuidelijken op 3 oktober aanvielen, werd hun aanval met zware verliezen afgeslagen.
Op 4 en 5 oktober werden de Zuidelijke eenheden bij Hatchie River nog verder gedecimeerd door de aanvallen van brigadegeneraal Stephen A. Hurlbut en Edward Ord.  Door het lakse optreden van hun bevelhebber, generaal-majoor Wiliam Rocecrans, waren de Noordelijken te traag en konden de restanten van Van Dorns leger ontsnappen. De Noordelijken telden 2.520 slachtoffers (335 gesneuveld, 1.841 gewond en 324 vermisten). De Zuidelijken hadden 4.233 soldaten verloren (473 gesneuveld, 1.997 gewond en 1.763 vermist of gevangen genomen).
Na de slag trok Van Dorn zijn strijdmacht terug via Abbeville, Oxford en Water Valley. Ze werden voortdurend aangevallen en bestookt door Noordelijke cavalerie. Van Dorn en zijn staf werden op 4 december bijna gevangen genomen bij Coffeeville, Mississippi. Op 6 december stopte hij bij Grenada om zijn eenheden te hergroeperen. Na de nederlaag bij Corinth moest Van Dorn voor een onderzoekscommisie verschijnen. Hij werd beschuldigd van onzorgvuldige planning, het verwaarlozen van zijn soldaten en het nalaten van het uitvoeren van zijn plichten verbonden aan zijn commando. Hij werd vrijgesproken maar hij zou nooit meer het commando over een leger toevertrouwd krijgen. Hij werd ook ontgeven van zijn functie als districtsbevelhebber.

## Galveston
In het najaar van 1862 speelde Earl Van Dorn een doorslaggevende rol in de Zuidelijke herovering van Galveston in Texas. Samen met generaal-majoor John B. Magruder voerde Van Dorn een reeks van misleidende maatregelen uit waardoor het Zuidelijke leger groter leek dan het in werkelijkheid was. Ze verplaatsen regelmatig eenheden. Ze zetten namaakkanonnen in die gemaakt waren van beschilderde boomstammen. Hij nodigde zelfs kolonel Isaac S. Burrell, de Noordelijke bevelhebber van Galveston, uit om naar zijn linies te komen kijken. Dankzij deze psychologische oorlogsvoering gaven de Noordelijken zich zonder slag of stoot over en viel Galveston opnieuw in Zuidelijke handen zonder bloedverlies.

## Opnieuw bevelhebber van cavalerie-eenheden

### De Holly Springs raid

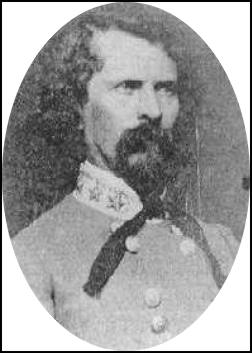
Earl Van Dorn als generaal in het Confederate States Army

Van Dorn bleef onverslagen als cavaleriecommandant. Na zijn ontslag stelde hij een plan voor aan zijn bevelhebber, luitenant-generaal John C. Pemberton , om zijn eer terug te winnen. Van Dorn wou een raid uitvoeren op de bevoorradingslijnen van generaal-majoor Ulysses S. Grant die Vicksburg wou innemen. Op 16 december 1862 vertrok Van Dorn en 2.500 cavaleristen  vanuit Grenada. Ze staken de Yalubusha over en reden verder in noordoostelijke richting. In de ochtend van 20 december vielen ze Holly Springs binnen. Dit stadje werd door de Noordelijken gebruikt als opslagplaats en als tijdelijke hoofdkwartier voor Grant en zijn staf. De Zuidelijken namen 1.500 Noordelijke soldaten gevangen en vernietigden voorraden en wapens ter waarde van 1,5 miljoen dollar. De lokale bevelhebber, kolonel Robert C. Murphy werd gevangen genomen. 600 Noordelijke cavaleristen uit Illinois konden ontsnappen. Van Dorn en zijn soldaten werden door de lokale bevolking ontvangen als helden.
Grant was nochtans op de hoogte van Van Dorns plannen, maar kon de aanval niet voorkomen. Hij had zijn cavalerie verdeeld over zijn bevoorradingslijnen om deze te beschermen. De Noordelijke kolonel T. Lyle Dickie had Grant op de hoogte gebracht dat Van Dorn in noordoostelijke richting vertrokken was vanuit Grenada. Grant bracht hierop zijn bevelhebbers op de hoogte via telegrammen maar dit mocht niet baten. Kolonel Murphy kreeg twee keer een waarschuwing dat Van Dorn zijn richting uitkwam, maar deed niets om zijn eenheden klaar te maken. Grant was tijdens de raid niet op zijn hoofdkwartier en zijn vrouw Julia en zoon Jesse waren de avond voordien vertrokken uit Holly Springs om naar Grant te reizen die zich in Oxford bevond.

Generaal-majoor Ulysses S. Grant

Naast de aanval op Holly Spring vernietigden of verstoorden de Zuidelijken ook de communicatielijnen. Ondertussen had ook een raid onder leiding van generaal Nathan Bedford Forrest meer dan vijftig kilometer aan telegraaflijnen en spoorweg van de Mobile and Ohio Railroad vernietigd, wat de Noordelijke plannen nog verder verstoorde.
Na de overwinning bij Holly Springs vielen Van Dorn en zijn soldaten eveneens de Mobile and Ohio Railroad aan, vochten bij Davis' Mills en Middleburg, Tennessee en reden tot in Bolivar, Tennessee voor ze op 28 december terugkeerden naar Grenada. Van Dorns raid had zijn reputatie opnieuw hersteld.
Door de aanvallen van Forrest en Van Dorn was Grant genoodzaakt om zijn eenheden terug te trekken naar Grand Junction en moest het Noordelijke leger deels van het land leven. Door de schade aan de telegraaflijnen kon Grant niet op tijd een boodschap sturen naar Sherman over zijn tactische terugtocht. Daarom mislukte Shermans aanval op Chickasaw Bluffs op 29 december 1862.
Hoewel Grant was vernederd door deze tegenslag, werd hij niet ontslagen voor president Abraham Lincoln. Grant had al veel krediet opgebouwd dankzij de overwinningen in zijn voorbije veldslagen zoals Fort Henry, Fort Donelson, Shiloh, Iuka en Corinth. Uiteindelijk zou Grant er toch in slagen om Vicksburg te veroveren op 4 juli 1863. Door zijn ervaringen met de raids van Forrest en Van Dorn zou Grant de cavalerie hervormen als een afzonderlijke eenheid. Deze kwam onder de leiding van generaal-majoor Philip Sheridan.

## Nieuwe bevelhebber van de cavalerie
Op 13 januari 1863 werd Van Dorn benoemd tot bevelhebber van alle cavalerie in het Departement of Mississippi and East Louisiana. Van Dorn kreeg het bevel van generaal Joseph E. Johnston om zich te melden bij het Army of Tennessee. Van Dorn en zijn cavalerie vertrokken vanuit Tupelo, Mississippi. Via Florence, Alabama kwamen ze op 20 februari aan in Columbia (Tennessee), Tennessee.  Hij installeerde zijn hoofdkwartier in White Hall in Spring Hill en nam het bevel op zich van alle cavalerie in de omgeving. Luitenant-generaal Braxton Bragg zette hem in om zijn leger te beschermen op zijn linkerflank.

### Slag bij Thompson's Station

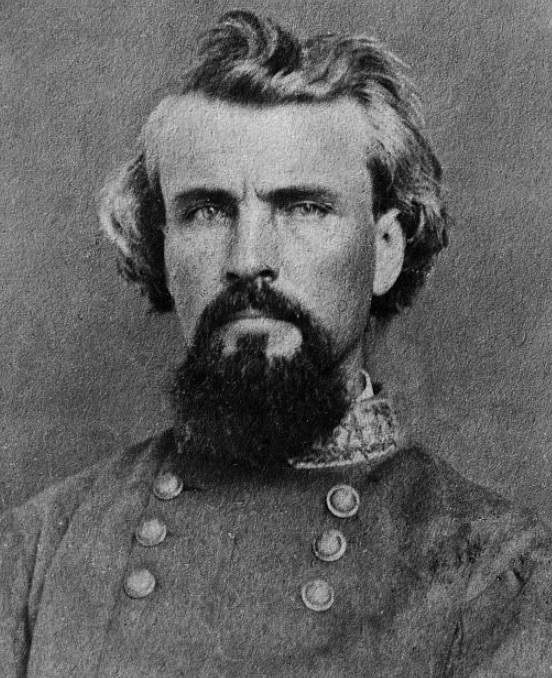
Generaal-majoor Bedford Forrest

Op 5 maart 1863 kon Van  Dorn opnieuw demonstreren hoe goed zijn cavalerie het ervan af bracht. Een Noordelijke brigade onder leiding van kolonel John Coburn had Franklin, Tennessee verlaten in zuidelijke richting om het gebied te verkennen. Op ongeveer 6 km van Spring Hill viel Coburn twee Zuidelijke regimenten aan. Maar deze aanval mislukte. Van Dorn stuurde eenheden van brigadegeneraal William Hicks Jackson naar voor om een frontale aanval op de Noordelijken uit te voeren. Ondertussen werden eenheden van Forrest via de vijandelijke linkerflank gestuurd om de achterhoede aan te vallen. Na drie mislukte aanvallen slaagde Jackson erin om de Noordelijke stellingen onder de voet te lopen. De cavaleristen van Forrest veroverden de bagagetrein en sneden de terugweg af voor de Noordelijken. Omsingeld en bijna zonder munitie moest Coburn zich overgeven.

#### Eerste Slag bij Franklin
Elf dagen na zijn overwinning bij Thompson's Station op 16 maart 1863 kreeg Van Dorn het commando over het cavaleriekorps van het Army of Tennessee.. In was zijn laatste slag zou blijken te zijn, vocht hij bij Franklin een schermutseling uit met Noordelijke cavalerie onder leiding van Gordon Granger. De Zuidelijken verloren 137 tegenover 100 Noordelijken. Van Dorn keerde terug naar Spring Hill om de situatie opnieuw te evalueren.  Forrest, die een van Van Dorns brigades aanvoerde, uitte kritiek op zijn bevelhebber. Van Dorn daagde hem uit tot een duel, maar Forrest kon hem ervan weerhouden om door te zetten met het argument dat ze allebei te waardevol waren voor de Zuidelijke zaak.

## Overlijden

### De vermeende affaire

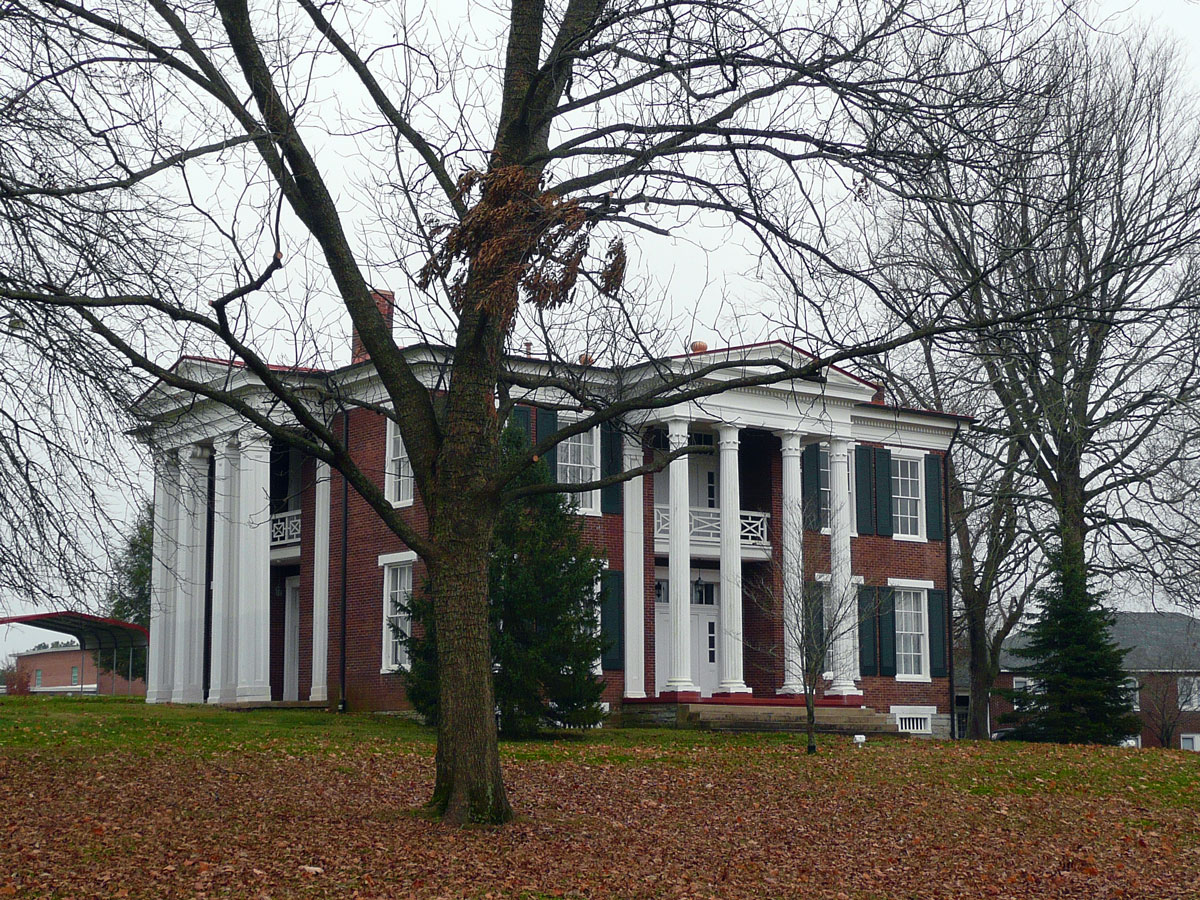
Martin Cheairs Mansion in Spring Hill, Tennessee, waar Van Dorn dodelijk geraakt werd door een kogel

Earl Van Dorn had naast zijn militaire bekendheid ook een reputatie als rokkenjager. Naast zijn knap uiterlijk (Van Dorn had blond haar en blauwe ogen), zijn goede smaak in kledij en voorkomen, zijn charmant karakter, zijn intelligentie en  zijn sterke verhalen over zijn acties in de Mexicaanse oorlog en tegen de Comanche was hij een graag geziene gast op bals en feesten. De dames vielen bij bosjes voor zijn charmes en hij deed weinig om dit te ontmoedigen.
Niet het slagveld, maar zijn populariteit bij de dames zou zijn dood betekenen. Toen hij zijn hoofdkwartier onderbracht in Spring Hill, betrok hij het huis van Martin Cheairs. Mevrouw Jesse Hellen Kissack Peters viel voor zijn charmes. Ze was de vierde echtgenote van de lokale dokter George B. Peters en 25 jaar jonger dan haar man. Door de inwoners van Spring Hill werd mevrouw Peters omschreven als iemand die zich snel verveelde toen haar man op doktersbezoek was in de omgeving. Er werd al snel geroddeld door de lokale gemeenschap toen ze regelmatig bezoek kreeg van generaal Van Dorn en soms wel erg lange rondritten per koets maakte zonder toezicht van een familielid.
Toen Dr. Peters op 12 april 1863 terugkeerde naar huis werd hij belachelijk gemaakt door de inwoners  van het stadje voor de vermeende affaire van zijn vrouw. Peters stelde dat hij Van Dorn of ieder lid van zijn staf zou neerschieten mochten ze een voet op zijn eigendom zetten. Op een nacht verstopte Peters zich in de tuin en zag Van Dorn en zijn vrouw arriveren. Eenmaal binnenshuis vond hij het koppel in een passionele omarming. Hij dreigde om Van Dorn neer te schieten. Van Dorn smeekte voor genade en pleitte voor Mevr. Peters die volgens hem evenveel het slachtoffer was als haar man. Dr. Peters aanvaardde dit voorstel.

### Moord
Enkele weken later, in de ochtend van 7 mei 1863, reed Dr. Peters naar het hoofdkwartier van Van Dorn in Cheairs Mansion. Toen de schildwachten hem herkenden, lieten ze hem door omdat hij regelmatig vrijgeleides nodig had voor zijn werk. Peters stapte de werkplek van Van Dorn binnen en terwijl de generaal achter zijn bureau zat te schrijven, vuurde Peters van dichtbij een schot en raakte de generaal in zijn achterhoofd. Kort daarna rende de dochter van Martin Cheairs in paniek naar buiten terwijl ze riep dat Peters de generaal neergeschoten had. Zijn staf vond Van Dorn bewusteloos op de grond. Het schot was echter fataal en Van Dorn zou vier uur later overlijden zonder nog bij bewustzijn te komen.
De kogel had zijn hersenen geraakt. Hij overleed aan een hersenoedeem en een hartstilstand. Peters werd gearresteerd maar zou nooit een proces krijgen voor dit incident. Hij verdedigde zich met de stelling dat Van Dorn de huisvrede had geschonden. Het gedrag van Van Dorn werd door het establishment verguisd. Dit gedrag ging in tegen de algemene gedrags- en erecode die zo sterk leefde in de Zuidelijke staten. Volgens brigadegeneraal St. John Richardson Liddel van het Army of Tennessee kon Van Dorns gedracht op weinig medeleven rekenen. Toch zouden deze uitspraken tegen gesproken worden door de massale opkomst voor zijn begrafenis waar de persoon Van Dorn door velen gemist werd.

### De begrafenis
Een ooggetuige schreef: "Toen we de rouwende soldaten voorbij zagen marcheren met de lijkwagen ,die getrokken werd door zes witte paarden versierd met witte en zwarte pluimen, waarop de kist met de dode held voortgetrokken werd; dachten we met verdriet terug aan het knappe gezicht van de generaal en aan zijn echtgenote die op zo’n wrede wijze weduwe was geworden."
Generaal W.H. Jackson schreef: "Op het slagveld was hij de personificatie van heldenmoed en ridderlijkheid. Zoals de ridders vanouds reed hij met passie naar het veld van eer en bij terugkomst  was hij de menselijkheid zelve voor de slachtoffers. Hij was geliefd en gerespecteerd onder zijn officieren en soldaten en had een hart van goud…."
Van Dorn was een van de drie generaals die zouden overlijden wegens persoonlijke problemen. De twee andere waren de Noordelijke generaal-majoor William "Bull" Nelson die neergeschoten werd nae en ruzie met brigadegeneraal Jefferson C. Davis in september 1862 en de Zuidelijke generaal-majoor John A. Wharton die in april 1865 de dood vond na een schotwonde toegebracht door kolonel George Wythe Baylor eveneens tijdens een hoopoplopende ruzie.
Van Dorns stoffelijk overschot werd overgebracht naar de begraafplaats van familie van zijn echtgenote in Alabama. Op verzoek van zijn zuster werd het lichaam herbegraven naast zijn vader op Wintergreen Cemetery in Port Gibson, Mississippi.